# Терентьев, Анатолий Павлович
Анато́лий Па́влович Тере́нтьев (4 марта 1946, Иркутск) — нападающий; мастер спорта СССР (1965) по хоккею с мячом.

## Биография
Рост 164 см, вес 70 кг. Начал играть в 1960 году в Иркутске в школе «Локомотива», первый тренер И. Г. Попов . Клубы: «Локомотив» (Иркутск) — 1964/1965, 1968—1975; СКА (Свердловск) — 1965—1968; «Юность» (Омск) — 1977/1978. В высшей лиге чемпионатов СССР 231 матч, 124 мяча («Локомотив» — 171, 110; СКА (Св) — 57, 13; «Юность» — 3, 1) . Двукратный чемпион СССР (1966, 1968), серебряный призёр чемпионата СССР (1967) . Чемпион СССР среди юношей (1964).
Один из сильнейших и наиболее результативных хоккеистов иркутского «Локомотива» всех лет. Обладал большой скоростью, высокой техникой, любил коллективную игру. После серии товарищеских игр в Швеции получил прозвище «русский мотоцикл» . Работает с детьми в ДЮСШ «Байкал-Энергия» (Иркутск).

## Статистика выступлений в высшей лиге чемпионатов СССР
| Сезон | Клуб                  | Игры | Мячи |
| ----- | --------------------- | ---- | ---- |
| 1965  | «Локомотив» (Иркутск) | 21   | 3    |
| 1966  | СКА (Свердловск)      | 11   | -    |
| 1967  | СКА (Свердловск)      | 21   | 7    |
| 1968  | СКА (Свердловск)      | 25   | 6    |
| 1969  | «Локомотив» (Иркутск) | 22   | 9    |
| 1970  | «Локомотив» (Иркутск) | 28   | 16   |
| 1971  | «Локомотив» (Иркутск) | 24   | 21   |
| 1972  | «Локомотив» (Иркутск) | 19   | 14   |
| 1973  | «Локомотив» (Иркутск) | 25   | 29   |
| 1974  | «Локомотив» (Иркутск) | 11   | 5    |
| 1975  | «Локомотив» (Иркутск) | 21   | 13   |
| 1978  | «Юность» (Омск)       | 3    | 1    |
|       | Всего                 | 231  | 124  |